# Ліберті Тауншип (округ Тайога, Пенсільванія)
Ліберті Тауншип (англ. Liberty Township) — селище (англ. township) в США, в окрузі Тайога штату Пенсільванія. Населення — 1033 особи (2020).

## Демографія
Згідно з переписом 2010 року, у селищі мешкали 1042 особи в 400 домогосподарствах у складі 301 родини. Було 539 помешкань
Расовий склад населення:
| - 97,1 % — білих - 0,2 % — азіатів - 0,1 % — корінних американців |

До двох чи більше рас належало 2,6 %. Частка іспаномовних становила 0,6 % від усіх жителів.
За віковим діапазоном населення розподілялося таким чином: 25,3 % — особи молодші 18 років, 57,6 % — особи у віці 18—64 років, 17,1 % — особи у віці 65 років та старші. Медіана віку мешканця становила 41,6 року. На 100 осіб жіночої статі у селищі припадало 95,9 чоловіків;  на 100 жінок у віці від 18 років та старших — 94,0 чоловіків також старших 18 років.
Середній дохід на одне домашнє господарство  становив 58 255 доларів США (медіана — 42 422), а середній дохід на одну сім'ю — 63 426 доларів (медіана — 50 795). Медіана доходів становила 45 417 доларів для чоловіків та 31 125 доларів для жінок. За межею бідності перебувало 10,3 % осіб, у тому числі 3,6 % дітей у віці до 18 років та 12,2 % осіб у віці 65 років та старших.
Цивільне працевлаштоване населення становило 419 осіб. Основні галузі зайнятості: освіта, охорона здоров'я та соціальна допомога — 24,6 %, виробництво — 11,7 %, роздрібна торгівля — 10,7 %, сільське господарство, лісництво, риболовля — 9,8 %.